# Goetzenbruck
Goetzenbruck là một xã trong vùng Grand Est, thuộc tỉnh Moselle, quận Sarreguemines, tổng Bitche. Tọa độ địa lý của xã là 48° 58' vĩ độ bắc, 07° 22' kinh độ đông. Goetzenbruck nằm trên độ cao trung bình là 378 mét trên mực nước biển, có điểm thấp nhất là 260 mét và điểm cao nhất là 432 mét. Xã có diện tích 8,12 km², dân số vào thời điểm 1999 là 1751 người; mật độ dân số là 215 người/km².

## Thông tin nhân khẩu
| 1962  | 1968  | 1975  | 1982  | 1990  | 1999  |
| ----- | ----- | ----- | ----- | ----- | ----- |
| 1.905 | 1.979 | 1.899 | 1.759 | 1.720 | 1.751 |

## Địa điểm tham quan
- Nhà thờ Eglise de la Visitation